# Stronnictwo Ludowe „Roch”

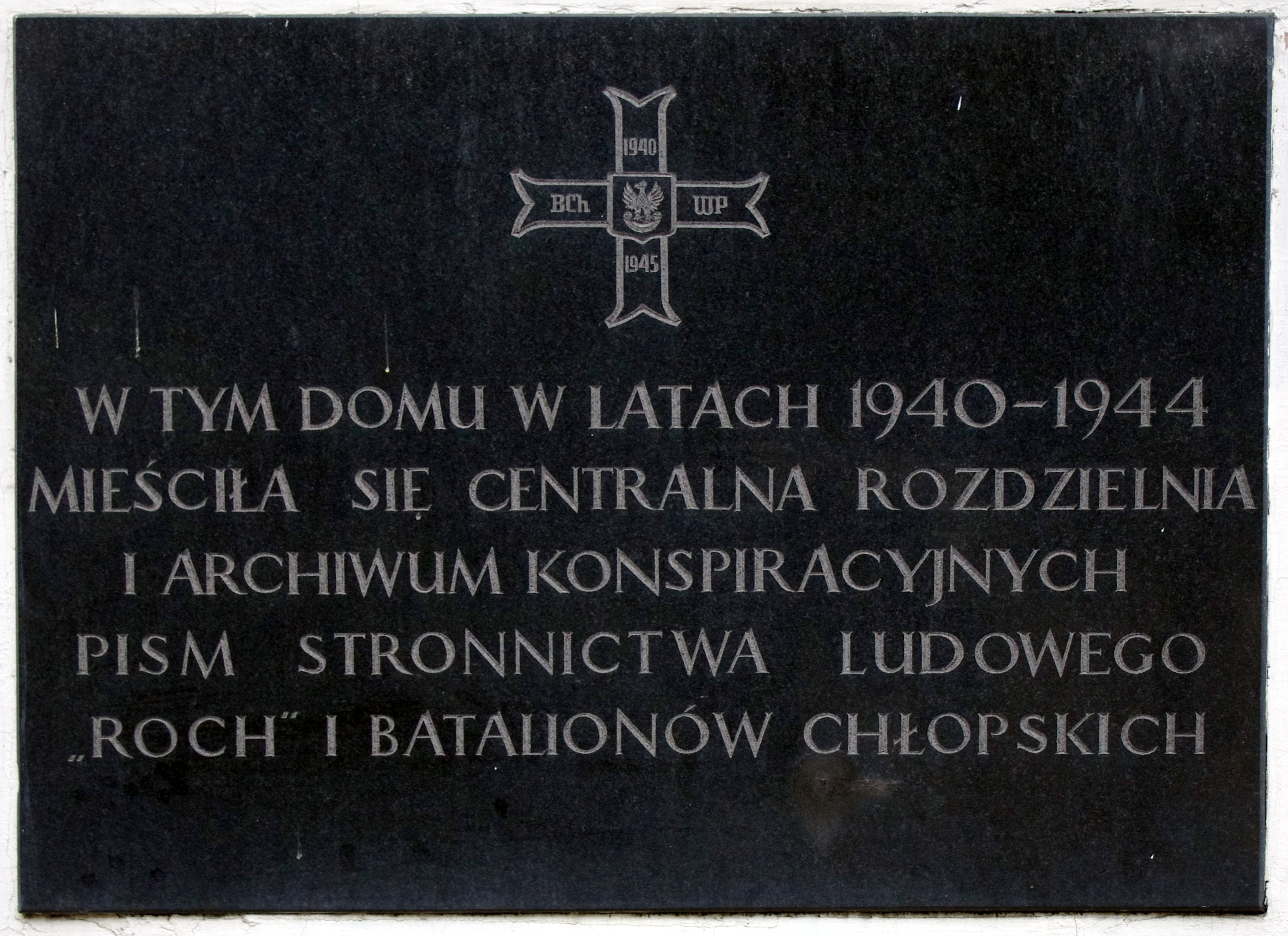
Tablica upamiętniająca Centralę Rozdzielczą i Archiwum Konspiracyjne pism Stronnictwa Ludowego „Roch” i Batalionów Chłopskich przy ul. ks. Kłopotowskiego 14 w Warszawie

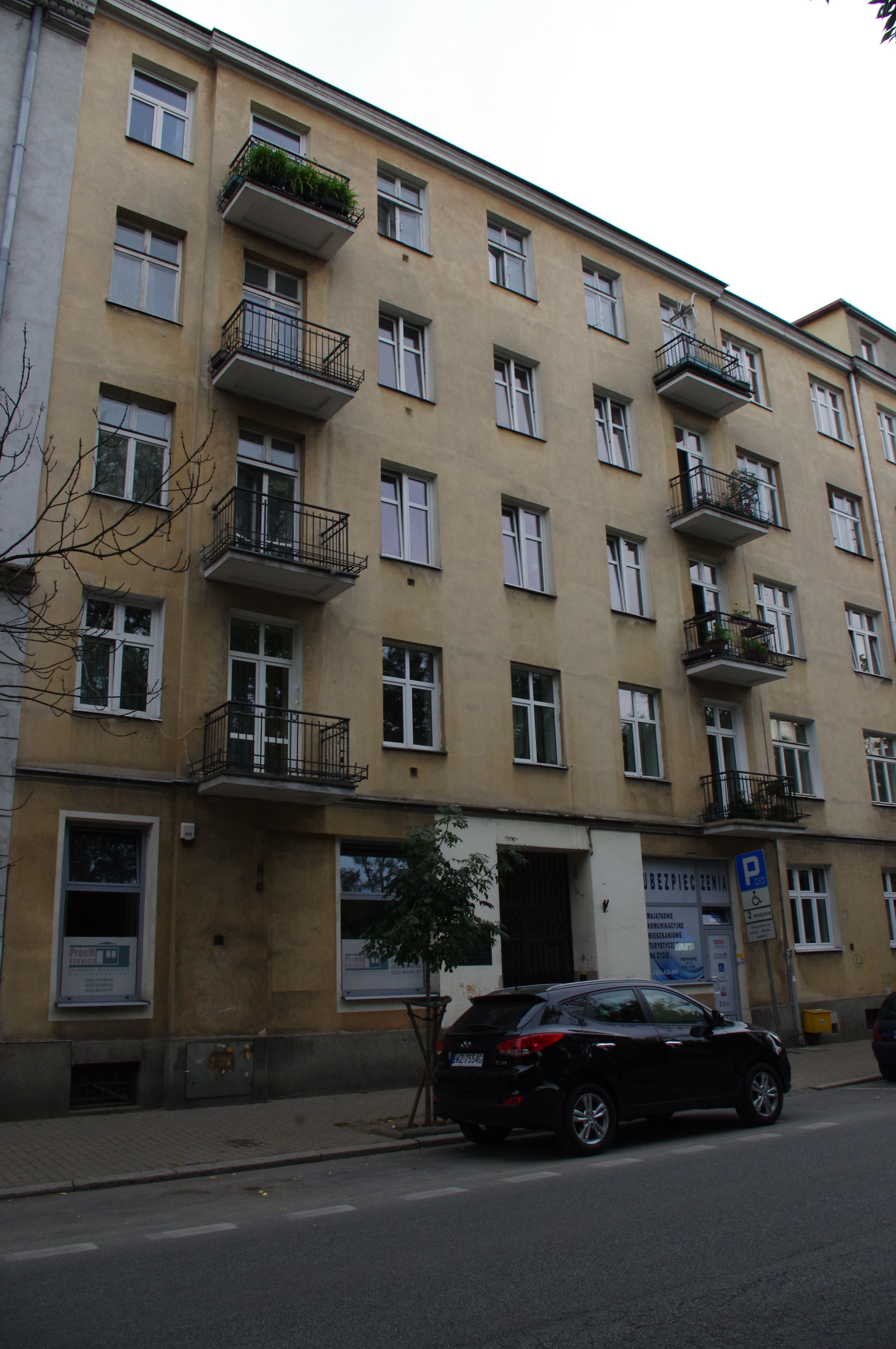
Kamienica przy ul. ks. Kłopotowskiego 14 w Warszawie gdzie w czasie wojny mieściła się Centrala Rozdzielcza i Archiwum Konspiracyjne pism Stronnictwa Ludowego „Roch” i Batalionów Chłopskich przy ul. ks. Kłopotowskiego 14 w Warszawie

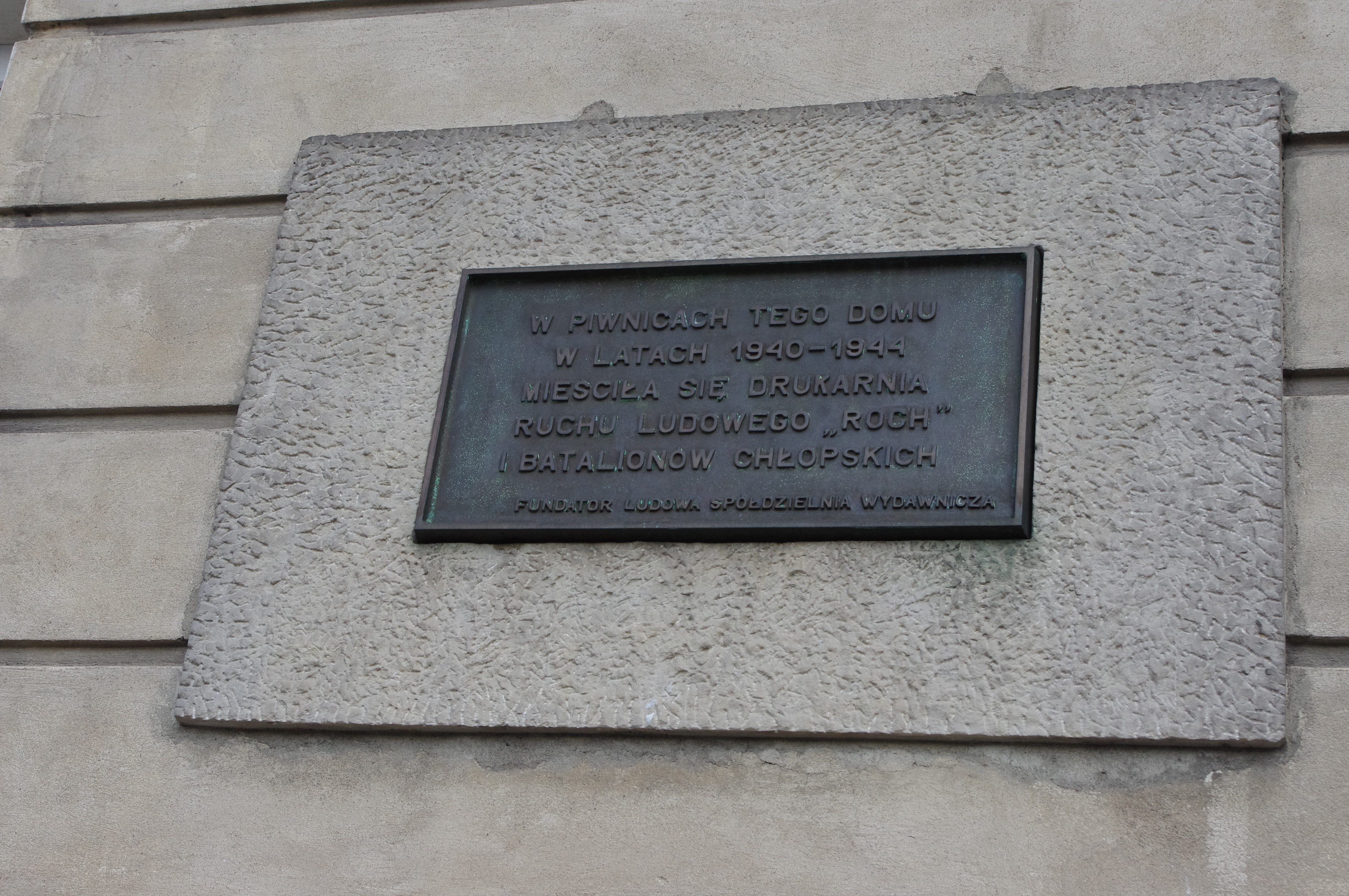
Tablica upamiętniająca drukarnię Ruchu Ludowego „Roch” i Batalionów Chłopskich na kamienicy przy ul. Piekarskiej 5 w Warszawie

Stronnictwo Ludowe „Roch” (SL „Roch”) – nazwa partii konspiracyjnej powstałej w 1940 kierowanej przez Centralne Kierownictwo Ruchu Ludowego.
SL „Roch” działające w czasie II wojny światowej powstało głównie na bazie przedwojennego Stronnictwa Ludowego i Związku Młodzieży Wiejskiej RP „Wici”. Nazwa pochodziła od „Ruchu Oporu Chłopskiego”.
W celu utrudnienia dekonspiracji miał strukturę trójkową, poczynając od trójki naczelnej. Powołano też podległą mu organizację zbrojną o początkowej nazwie Chłopska Straż kryptonim Chłostra, która została przekształcona w Bataliony Chłopskie.
Program polityczny był kontynuacją programu Stronnictwa Ludowego. Wywodząc się z agraryzmu, głosił ideę reformy rolnej. Opierał się na etyce chrześcijańskiej.
W 1943 prokomunistyczni działacze „Rocha” współtworzyli Stronnictwo Ludowe „Wola Ludu”, które w 1944 utworzyło „lubelskie” Stronnictwo Ludowe. W 1945 pozostali działacze „Rocha” utworzyli Polskie Stronnictwo Ludowe.
Na czele SL „Roch” stali przewodniczący CKRL. Kolejno:
- Maciej Rataj (II–VI 1940)
- Stanisław Osiecki (VI 1940–VIII 1944)
- Kazimierz Bagiński (X–XI 1944)
- Józef Niećko (XI 1944–VII 1945)